# Ермолаевка (Башкортостан)
Ермола́евка (баш. Ермолаевка) — деревня в Аургазинском районе Республики Башкортостан Российской Федерации. Входит в состав Чуваш-Карамалинского сельсовета.

## География

### Географическое положение
Расстояние до:
- районного центра (Толбазы): 20 км,
- центра сельсовета (Чуваш-Карамалы): 8 км,
- ближайшей ж/д станции (Белое Озеро): 17 км.

## Население
| 2002 | 2009 | 2010 |
| ---- | ---- | ---- |
| 5    | ↘1   | ↗3   |